# Best Of (U.D.O.)
Best Of è la prima raccolta pubblicata dalla band heavy metal tedesca U.D.O.
Il disco, pubblicato nel settembre del 1999, contiene alcune delle migliori canzoni della band, tratte dai primi sei album.

## Tracce
1. Animal House
2. Break The Rules
3. Heart Of Gold
4. Two Faced Woman
5. Metal Eater
6. Desperate Balls
7. Future Land
8. Independence Day
9. They Want War
10. In The Darkness
11. Freelance Man
12. No Limits
13. Timebomb
14. Lovemachine (Supermax cover)
15. I'm Rebel (Accept cover)
16. Faceless World
17. The Key

## Formazione
- Udo Dirkschneider: voce
- Mathias Dieth: chitarra
- Peter Szigeti: chitarra
- Frank Rittel: basso
- Thomas Franke: batteria
- Andy Susemihl: chitarra
- Thomas Smuszynski: basso
- Stefan Schwarzmann: batteria
- Stefan Kaufmann: chitarra
- Jürgen Graf: chitarra
- Fitty Wienhold: basso